# Distrito de Créteil
El distrito de Créteil es un distrito (en francés arrondissement) de Francia, que se localiza en el departamento del Valle del Marne (en francés Val-de-Marne), de la región Isla de Francia. Cuenta con 25 cantones y 23 comunas.
La capital de un distrito se llama subprefectura (sous-préfecture). Cuando un distrito contiene la prefectura (capital) del departamento, esa prefectura es la capital del distrito, y se comporta tanto como una prefectura como una subprefectura.

## División territorial

### Cantones
Los cantones del distrito de Créteil son:
1. Alfortville-Nord
2. Alfortville-Sud
3. Boissy-Saint-Léger
4. Bonneuil-sur-Marne
5. Charenton-le-Pont
6. Choisy-le-Roi
7. Créteil-Nord
8. Créteil-Ouest
9. Créteil-Sud
10. Ivry-sur-Seine-Est
11. Ivry-sur-Seine-Ouest
12. Maisons-Alfort-Nord
13. Maisons-Alfort-Sud
14. Orly
15. Saint-Maur-des-Fossés-Centre
16. Saint-Maur-des-Fossés-Ouest
17. Saint-Maur-La Varenne
18. Sucy-en-Brie
19. Valenton
20. Villecresnes
21. Villeneuve-le-Roi
22. Villeneuve-Saint-Georges
23. Vitry-sur-Seine-Est
24. Vitry-sur-Seine-Nord
25. Vitry-sur-Seine-Ouest

### Comunas
| 1. Ablon-sur-Seine (94001)           | 2. Alfortville (94002)        | 3. Boissy-Saint-Léger (94004)     | 4. Bonneuil-sur-Marne (94011) |
| 5. Charenton-le-Pont (94018)         | 6. Choisy-le-Roi (94022)      | 7. Créteil (94028)                | 8. Ivry-sur-Seine (94041)     |
| 9. Limeil-Brévannes (94044)          | 10. Maisons-Alfort (94046)    | 11. Mandres-les-Roses (94047)     | 12. Marolles-en-Brie (94048)  |
| 13. Orly (94054)                     | 14. Périgny (94056)           | 15. Saint-Maur-des-Fossés (94068) | 16. Saint-Maurice (94069)     |
| 17. Santeny (94070)                  | 18. Sucy-en-Brie (94071)      | 19. Valenton (94074)              | 20. Villecresnes (94075)      |
| 21. Villeneuve-Saint-Georges (94078) | 22. Villeneuve-le-Roi (94077) | 23. Vitry-sur-Seine (94081)       |                               |